# Pseudyrias corvita
Pseudyrias corvita là một loài bướm đêm trong họ Noctuidae.